# وليد الحيام
وليد محمد عبد الله علي الحيام (مواليد 3 فبراير 1991) هو لاعب كرة قدم بحريني يجيد اللعب كلاعب وسط ومدافع لصالح نادي المحرق ومنتخب البحرين.

## الإنجازات

### المحرق
- الدرجة الأولى (2): 2010–11، 2014–15
- كأس ملك البحرين (4): 2011، 2012، 2013، 2016
- كأس الخليج للأندية (1): 2012

### منتخب البحرين
- كأس الخليج للمنتخبات الأولمبية (1): 2013

## روابط خارجية
- وليد الحيام على موقع إي إس بي إن إف سي (الإنجليزية)
- وليد الحيام على موقع ناشيونال فوتبول تيمز (الإنجليزية)
- وليد الحيام على موقع Soccerway.com (الإنجليزية)
- وليد الحيام على موقع عالم كرة القدم.نت (الإنجليزية)
- وليد الحيام على موقع كووورة
- اللاعب وليد الحيام على موقع كووورة.